# Bromélie
Bromélie (Bromelia) je rod tropických rostlin v čeledi broméliovitých (Bromeliaceae), rozšířených v oblasti Latinské Ameriky. Rostliny byly pojmenovány po švédském lékaři a botanikovi Olafu Bromeliovi (Olaf Bromelius, 1639-1705).

## Druhy
Rod bromélie zahrnuje následující druhy:
- Bromelia alsodes
- Bromelia alta
- Bromelia antiacantha
- Bromelia arenaria
- Bromelia balansae
- Bromelia chrysantha
- Bromelia flemingii
- Bromelia goeldiana
- Bromelia goyazensis
- Bromelia hieronymii
- Bromelia horstii
- Bromelia humilis
- Bromelia karatas
- Bromelia macedoi
- Bromelia palmeri
- Bromelia pinguin
- Bromelia scarlatina
- Bromelia serra
- Bromelia sylvicola